# 512 (số)
512 (năm trăm mười hai) là một số tự nhiên ngay sau 511 và ngay trước 513.